# Kazuma
Kazuma (jap. かずま, カズマ) – męskie imię japońskie.

## Znane osoby
- Kazuma Kaneko (一馬), japoński projektant gier
- Kazuma Kuramoto, japoński zapaśnik w stylu klasycznym
- Kazuma Ōseto (一馬), japoński lekkoatleta specjalizujący się w biegach sprinterskich
- Kazuma Shinjō (カズマ), japoński pisarz science fiction
- Kazuma Watanabe (千真), japoński piłkarz

## Fikcyjne postacie
- Kazuma Azuma (和馬), główny bohater mangi i anime Yakitate!! Japan
- Kazuma Kagato (カズマ), bohater serii Tenchi Muyo!
- Kazuma Kenzaki (一真), bohater serialu tokusatsu Kamen Rider Blade
- Kazuma Kiryū (一馬), główny bohater serii gier Yakuza
- Kazuma Kuwabara (和真), jeden z głównych bohaterów serii Yu Yu Hakusho
- Kazuma Mikura (葛馬), bohater mangi i anime Air Gear
- Kazuma Sōma (籍真), bohater mangi i anime Fruits Basket
- Kazuma Yagami (和麻), główny bohater light novel, mangi i anime Kaze no stigma